# 斯維亞托耶圖姆博京斯科耶湖
56°01′00″N 42°57′50″E / 56.01667°N 42.96389°E

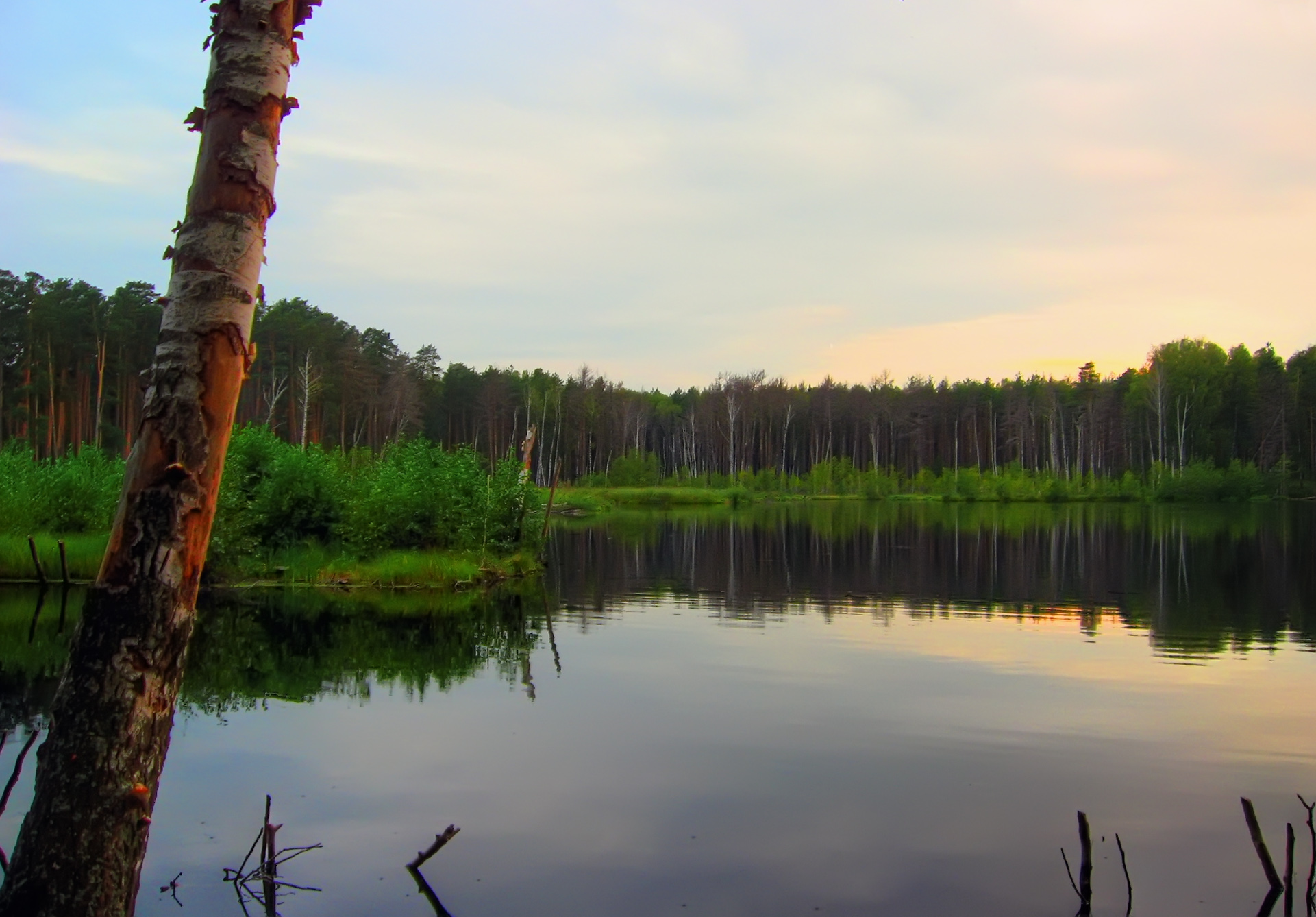

斯維亞托耶圖姆博京斯科耶湖（俄语：Святое Тумботинское），是俄羅斯的湖泊，位於該國西部，由下諾夫哥羅德州負責管轄，長0.7公里、寬0.2公里，面積0.18平方公里，海拔高度87米，平均水深4.5米，最大水深14.8米，湖岸線長度2公里。